# Holcosus anomalus
Holcosus anomalus — вид ящірок родини теїдових (Teiidae). Ендемік Колумбії.

## Поширення і екологія
Holcosus anomalus мешкають у тихоокеанських низовинах на заході Колумбії, від верхів'їв Атрато до центральної Кауки. Вони живуть у первинних і вторинних вологих тропічних лісах та на узліссях. В департаменті Вальє-дель-Каука зустрічаються на висоті до 500 м над рівнем моря.